# 紫の平原
『紫の平原』（むらさきのへいげん、The Purple Plain）は1954年のイギリス・アメリカ合作の映画。出演はグレゴリー・ペックなど。

## キャスト
※括弧内は日本語吹替（初回放送1970年4月20日 TBS）
- ビル・フォレスター：グレゴリー・ペック（城達也）
- アンナ：ウィン・ミン・サン
- ハリス：バーナード・リー
- マクナブ：ブレンダ・デ・バンジー
- 空軍少尉：モーリス・デナム

## スタッフ
- 監督：ロバート・パリッシュ
- 製作：ジョン・ブライアン
- 脚本：エリック・アンブラー
- 撮影：ジェフリー・アンスワース
- 編集：クライヴ・ドナー
- 音楽：ジョン・ヴェール